# 老健局
老健局（ろうけんきょく）は、中央省庁である厚生労働省の内部部局の一つ。高齢者医療や福祉等を所掌する。2001年1月6日の中央省庁再編で厚生省と労働省が統合されるのに伴い、厚生省老人保健福祉局が組織変更され老健局が発足した。

## 所管業務
老健局は、次に掲げる事務をつかさどる （厚生労働省組織令第12条）。
1. 老人の福祉の増進に関すること。
2. 老人の保健の向上に関すること（保険局の所掌に属するものを除く。）。
3. 介護保険事業に関すること。
4. 老人の福祉及び保健並びに介護保険に関する事業の発達、改善及び調整に関すること（社会福祉法第五十六条第一項の規定による報告の徴収及び検査に関することを除く。）。
5. 福祉用具の研究、開発及び普及の促進並びに適切な利用の確保に関すること（老人に係るものに限る。）。
6. 老人の福祉及び保健に関する事業の用に供する施設の整備に関すること。
7. 高齢者虐待の防止、高齢者の養護者に対する支援等に関する法律(平成十七年法律第百二十四号)の規定による高齢者虐待の防止、高齢者虐待を受けた高齢者の保護及び養護者に対する支援に関すること。

## 組織
- 総務課
  - 介護保険指導室
- 介護保険計画課
- 高齢者支援課
- 認知症施策・地域介護連携推進課
  - 認知症総合戦略企画官
- 老人保健課

## 不祥事
新型コロナウイルス感染症拡大下での深夜宴会からのクラスター
2021年3月24日、新型コロナウイルスの流行による自粛要請の最中、厚生労働省老健局の職員23名が、東京・銀座の居酒屋で深夜まで送別会を開いていたことが、3月29日、判明した。厚生労働大臣田村憲久は、閣僚給与2カ月分を自主返納した。4月22日時点では参加者23名のうち12名の感染が確認され、参加していない局員あわせて29名が感染したことになり、国立感染症研究所はクラスターに該当する認識を示した。